# Elezioni presidenziali in Kenya dell'ottobre 2017
Le elezioni presidenziali in Kenya dell'ottobre 2017 si tennero il 26 ottobre dopo l'annullamento da parte della Corte Suprema dei risultati del voto presidenziale nell'ambito delle elezioni generali dell'agosto 2017.

## Situazione prima delle elezioni
Le elezioni generali si erano svolte nel Kenya l'8 agosto 2017. Il Presidente uscente Uhuru Kenyatta fu dichiarato vincitore del voto presidenziale con il 54,17% dei voti, mentre il principale rivale Raila Odinga finì secondo con il 44,94% dei voti. L'opposizione sosteneva di aver in realtà vinto, e che il governo stesse tentando di manipolare i risultati elettorali. L'opposizione si appellò alla Corte Suprema, che si espresse (con una divisione 4—2 al suo interno) citando il mancato rispetto del processo tecnico richiesto dalla Costituzione e dalla legge, pertanto la Corte dichiarò che le elezioni "non si erano svolte in accordo con la Costituzione", annullò i risultati delle elezioni e ordinò l'indizione di nuove elezioni entro 60 giorni. In un discorso televisivo, Kenyatta lamentò il fatto che la decisione mirava a rovesciare la volontà del popolo ma aggiunse che, nonostante non fosse d'accordo con la decisione della Corte, si sarebbe attenuto al verdetto. Raila Odinga, d'altra parte, accolse con favore il verdetto, affermando che era "un giorno storico per il popolo del Kenya e per estensione, per il popolo del continente dell'Africa".

## Sistema elettorale
Il Presidente del Kenya viene eletto utilizzando una versione modificata del sistema a ballottaggio: per vincere al primo turno, un candidato deve ricevere almeno il 50% dei voti a livello nazionale ed il 25% dei voti in almeno 24 delle 47 contee del Kenya.

## Candidati
All'inizio di ottobre Odinga annunciò il proprio ritiro dalle elezioni. A seguito del suo ritiro dalla corsa presidenziale, si originò un dibattito riguardo alla legalità della decisione della Commissione Elettorale Indipendente (IEBC) a proseguire con il processo elettorale. I sostenitori delle elezioni sostenevano che la Corte aveva decretato la ripetizione delle elezioni entro 60 giorni, e questo doveva accadere a prescindere da ciò che la principale opposizione intendesse fare. Inoltre, sostenevano che non fosse possibile riformare l'IEBC per via delle limitazioni imposte dalla Costituzione. 

## Risultati
Il 30 ottobre la IEBC dichiarò Kenyatta vincitore delle elezioni. L'affluenza si fermò al 38,84%.
| Candidato                                                      | Partito                    | Voti       | %     |
| -------------------------------------------------------------- | -------------------------- | ---------- | ----- |
| Uhuru Kenyatta                                                 | Jubilee                    | 7.483.895  | 98,26 |
| Raila Odinga                                                   | National Super Alliance    | 73.228     | 0,96  |
| Ekuru Aukot                                                    | Thirdway Alliance Kenya    | 21.333     | 0,28  |
| Abduba Dida                                                    | Alliance for Real Change   | 14.107     | 0,19  |
| Japheth Kaluyu                                                 | Indipendente               | 8.261      | 0,11  |
| Michael Wainaina                                               | Indipendente               | 6.007      | 0,08  |
| Joseph Nyagah                                                  | Indipendente               | 5.554      | 0,07  |
| Cyrus Jirongo                                                  | Partito Democratico Unito  | 3.832      | 0,05  |
| Schede bianche e nulle                                         | Schede bianche e nulle     | 37.713     | –     |
| Totale                                                         | Totale                     | 7.653.930  | 100   |
| Aventi diritto e affluenza                                     | Aventi diritto e affluenza | 19.611.423 | 38,84 |
| Fonte: IEBC Archiviato il 7 novembre 2017 in Internet Archive. |                            |            |       |